# 方濟各·馬爾基薩諾
方濟各·馬爾基薩諾（義大利語：Francesco Marchisano；1929年6月25日—2014年7月27日）是天主教会枢机，意大利人，原梵蒂冈城国教宗代理主教、圣伯多禄大殿总铎。
马尔基萨诺出生于意大利拉科尼吉，于1952年6月29日晋铎，1989年1月6日晋牧。2002年4月24日出任梵蒂冈城国教宗代理主教、圣伯多禄大殿总铎。2003年10月21日被教宗若望保禄二世册封为枢机。

## 牧徽

方濟各·马尔基萨诺枢机牧徽